# Jinagaravalli, Alur
Jinagaravalli là một làng thuộc tehsil Alur, huyện Hassan, bang Karnataka, Ấn Độ.